# Isopterygium serrulatum
Isopterygium serrulatum är en bladmossart som beskrevs av Fleischer 1923. Isopterygium serrulatum ingår i släktet Isopterygium och familjen Hypnaceae. Inga underarter finns listade i Catalogue of Life.